# Acontista multicolor
Acontista multicolor es una especie de mantis de la familia Acanthopidae.

## Distribución geográfica
Se encuentra en Argentina, Chile, Colombia, Nicaragua, Uruguay,  Venezuela, Guadalupe y Trinidad.